# Heimevernet
La Guardia Nazionale norvegese (Heimevernet – "HV"), è una forza di mobilitazione rapida nelle forze armate norvegesi. Fondata il 6 dicembre 1946, è la seconda arma più giovane delle forze norvegesi dopo la Forza Informatica norvegese (Cyberforsvaret). Ha unità di terra, di mare e di difesa aerea, e dispone di volontari e di personale di leva con esperienze da tutte le armi. Il suo obiettivo principale è la difesa locale e il sostegno civile, ma può anche staccare volontari per le operazioni internazionali.

## Organizzazione
È divisa in distretti ("HV-districts"), che a loro volta sono divisi in unità più piccole, di solito per un solo Comune. In una situazione di guerra l'Heimevernet sarà tipicamente utilizzata per proteggere le infrastrutture locali e la popolazione, ma può essere usata anche come truppe normali. Dato che è composta per la maggior parte da gente del posto, è idealmente adatta per guerriglia, sabotaggio, agguati.

## Forza
La Guardia Nazionale ha un numero di personale in tempo di pace di 1200 uomini. In alto prontezza ci sono 3.500 soldati della Forza di Reazione Rapida, 25.000 soldati della "Forza di Rinforzo" personale e 20.000 soldati della "Forza di Azione Supplementare".
Il totale della Forza della Guardia Nazionale è di circa 56.200 uomini.

## Cambio della truppa
La Guardia fa uno scambio di truppa con la Guardia Nazionale del Minnesota ogni anno. Lo scambio è cresciuto da soldati norvegese-americani inviati in Norvegia per assistere i combattenti della resistenza nella seconda guerra mondiale. Come parte dello Scambio, membri della Guardia Nazionale americani sono volati alla Base Area di Værnes Air e norvegesi sono inviati a Camp Ripley. Le truppe completano l'addestramento delle altre, e visitano la zona.

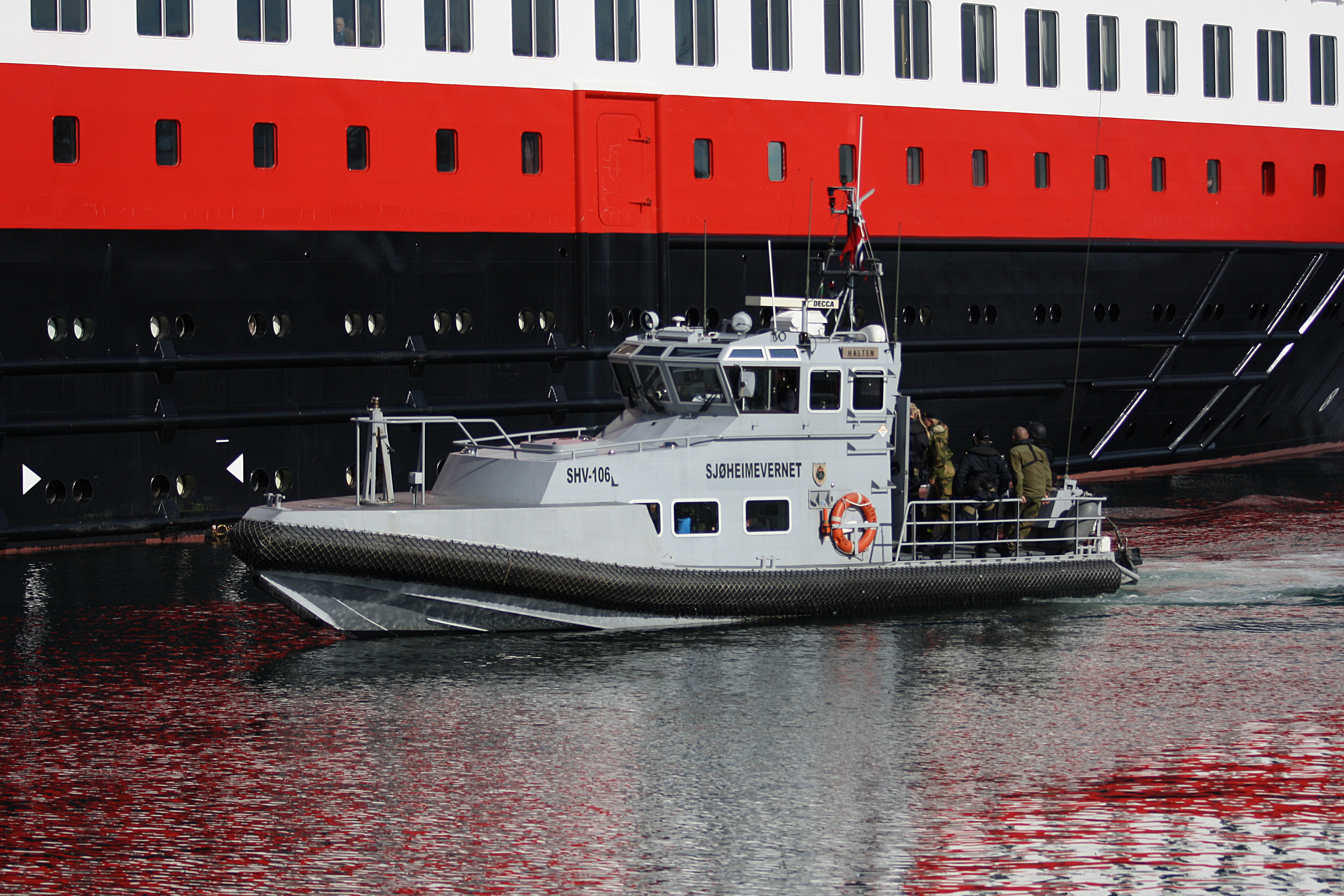
Vessillo della Marina Militare della Guardia Nazionale

## La Forza di Reazione Rapida
Dal 2005, la Guardia Nazionale ha reclutato per una forza di elevata prontezza con soldati meglio addestrati ed equipaggiati. Si chiama "Forza di Reazione Rapida" (in norvegese  Innsatsstyrke ). Questa forza rappresenta circa il 10 per cento della forza totale.
C'è una Forza di Reazione Rapida per distretto, per un totale di 3.500 uomini e donne. La Forza di Reazione Rapida è la punta di lancia della Guardia Nazionale norvegese, e contiene unità flessibili e mobili. Ha la massima priorità quando in materia di armi, materiali e risorse d'addestramento. La forza è pronta a rispondere entro ore per atti di terrorismo, minacce di attentati dinamitardi, e/o altre emergenze. In tempo di pace, la FRR è in grado di supportare la polizia e la comunità civile, con una varietà di compiti, tra cui garantire la sicurezza del pubblico e far rispettare i regolamenti di polizia.
La FRR hanno il nome di operazioni eseguite durante la seconda guerra mondiale dalla 1ª Compagnia Indipendente norvegese (alias  Kompani Linge ):
- Oslofjord HV-district 01: RRF Polar Bear VI
- Oslo and Akershus HV-district 02: RRF Derby
- Telemark and Buskerud HV-district 03: RRF Gunnerside
- Opplandske HV-district 05: RRF Grebe
- Agder and Rogaland HV-district 08: RRF Osprey e Varg
- Bergenhus HV-district 09: RRF Bjørn Ovest
- Møre and Fjordane HV-district 11: RRF Archery
- Trøndelag HV-district 12: RRF Rype
- Sør-Hålogaland HV-district 14: RRF Heron
- Nord-Hålogaland HV-district 16: RRF Claymore
- Finnmark HV-district 17: RRF Ida & Lyra e Delfin

La Marina Militare della Guardia Nazionale ha quattro FRR:
- Sud: RRF Bundle
- Ovest: RRF Salamander
- Nord: RRF Waxwing e Anklet

La Forza di Reazione Rapida è costituita da vari plotoni differenti all'interno di ogni distretto. In questo modo, ciascun distretto potrà rispondere a qualsiasi tipo di incidente che potrebbe verificarsi, senza dover ricorrere ad un aiuto esterno. Ogni distretto (con alcune variazioni) ha addestrato gli operatori in questi diversi tipi di unità:
- Jegertropp (plotone di Ricognizione)
- Skarpskyttertropp (plotone di Tiratori Scelti)
- MP-tjeneste (plotone di Polizia Militare)
- Hundetjenesten (unità K9)
- ABC-tropp (plotone NBC)
- Stabstropp (plotone di Stato Maggiore – Comunicazioni, intelligence, trasporto & logistica)
- Dykkerlag (plotone sommozzatori – Ricognizione sottacqua, rilevamento esplosivi)
- Sanitetstropp (plotone medico)
- Sambandstropp (plotone comunicazioni)
- Innsatstropper (plotoni FRR)
- Kystmeldepost (posti d'osservazione costiera)
- Bordingslag (squadre di confine – Osservazione, controllo, ispezione e rilevamento di navi/imbarcazioni)

## Distretti della Guardia Nazionale
Region 1
- Oslofjord Heimevernsdistrikt 01 – HV-01 – Rygge
- Oslo og Akershus Heimevernsdistrikt 02 – HV-02 – Lutvann
- Telemark og Buskerud Heimevernsdistrikt 03 – HV-03 – Heistadmoen
- Opplandske Heimevernsdistrikt 05 – HV-05 – Terningmoen

Region 2
- Rogaland Heimevernsdistrikt 08 – HV-08 – Vatneleiren
- Bergenhus Heimevernsdistrikt 09 – HV-09 – Bergenhus

Region 3
- Møre og Romsdal Heimevernsdistrikt 11 – HV-11 – Setnesmoen
- Trøndelag Heimevernsdistrikt 12 – HV-12 – Værnes
- Sør-Hålogaland Heimevernsdistrikt 14 – HV-14 – Drevjamoen

Region 4
- Nord-Hålogaland Heimevernsdistrikt 16 – HV-16 – Elvegårdsmoen
- Finnmark Heimevernsdistrikt 17 – HV-17 – Porsangermoen